# رود ماشینو
 رود ماشینو یک رود در حوضه آبریز دریاچه نمک در استان البرز ایران است که از البرز سرچشمه می‌گیرد. این رود در ارتفاع ۲۱۱۹ متری واقع شده است.